# Raymond Chetram
Raymond Chetram (7 aprile 1992) è un calciatore americo-verginiano, di ruolo difensore.

## Carriera

### Club
Dal 2007 gioca con gli Upsetters.

### Nazionale
Ha esordito in Nazionale nel 2008.